# Europameisterschaften im Gewichtheben 1994
Die Europameisterschaften im Gewichtheben 1993 fanden vom 9. bis 15. Mai 1994 statt. Bei den Männern wurden die Wettkämpfe in der tschechischen Stadt Sokolov ausgetragen. Die Frauen ermittelten italienischen Hauptstadt Rom die Europameisterinnen.

## Ergebnisse

### Männer
| Disziplin          | Gold                     | Gold             | Silber                   | Silber           | Bronze                 | Bronze           |
| Klasse bis 54 kg   | Klasse bis 54 kg         | Klasse bis 54 kg | Klasse bis 54 kg         | Klasse bis 54 kg | Klasse bis 54 kg       | Klasse bis 54 kg |
| ------------------ | ------------------------ | ---------------- | ------------------------ | ---------------- | ---------------------- | ---------------- |
| Zweikampf          | Halil Mutlu              | 277,5 kg         | Sewdalin Mintschew       | 275 kg           | Iakovos Polanidis      | 260 kg           |
| Reißen             | Sewdalin Mintschew       | 125 kg           | Halil Mutlu              | 122,5 kg         | Iakovos Polanidis      | 115 kg           |
| Stoßen             | Halil Mutlu              | 155 kg           | Sewdalin Mintschew       | 150 kg           | Iakovos Polanidis      | 145 kg           |
| Klasse bis 59 kg   |                          |                  |                          |                  |                        |                  |
| Zweikampf          | Nikolaj Pešalov          | 297,5 kg         | Radostin Panajotow       | 290 kg           | Georgios Tzelilis      | 287,5            |
| Reißen             | Nikolaj Pešalov          | 135 kg           | Radostin Panajotow       | 132,5 kg         | Georgios Tzelilis      | 125 kg           |
| Stoßen             | Nikolaj Pešalov          | 162,5 kg         | Georgios Tzelilis        | 162,5 kg         | Radostin Panajotow     | 157,5            |
| Klasse bis 64 kg   |                          |                  |                          |                  |                        |                  |
| Zweikampf          | Naim Süleymanoğlu        | 325 kg           | Valerios Leonidis        | 317,5 kg         | Ilian Tsankov          | 312,5            |
| Reißen             | Naim Süleymanoğlu        | 145 kg           | Ilian Tsankov            | 142,5 kg         | Valerios Leonidis      | 140 kg           |
| Stoßen             | Naim Süleymanoğlu        | 180 kg           | Valerios Leonidis        | 177,5 kg         | Ilian Tsankov          | 170 kg           |
| Klasse bis 70 kg   |                          |                  |                          |                  |                        |                  |
| Zweikampf          | Joto Jotow               | 345 kg           | Waldemar Kosinski        | 342,5 kg         | Ergun Batmaz           | 332,5 kg         |
| Reißen             | Fedail Guler             | 155 kg           | Joto Jotow               | 152,5 kg         | Ergun Batmaz           | 152,5 kg         |
| Stoßen             | Joto Jotow               | 192,5 kg         | Fedail Guler             | 187,5 kg         | Ergun Batmaz           | 180 kg           |
| Klasse bis 76 kg   |                          |                  |                          |                  |                        |                  |
| Zweikampf          | Ruslan Sawtschenko       | 355 kg           | Chatschatur Kapamaktsjan | 355 kg           | Roman Sewostejew       | 355 kg           |
| Reißen             | Chatschatur Kapamaktsjan | 165 kg           | Roman Sewostejew         | 162,5 kg         | Ruslan Sawtschenko     | 160 kg           |
| Stoßen             | Ruslan Sawtschenko       | 195 kg           | Viktor Mitrou            | 192,5 kg         | Roman Sewostejew       | 192,5 kg         |
| Klasse bis 83 kg   |                          |                  |                          |                  |                        |                  |
| Zweikampf          | Wadym Baschan            | 377,5 kg         | Olexander Blyschtschyk   | 372,5 kg         | Vadim Varkatchuk       | 370 kg           |
| Reißen             | Wadym Baschan            | 172,5 kg         | Olexander Blyschtschyk   | 170 kg           | Vadim Varkatchuk       | 165 kg           |
| Stoßen             | Wadym Baschan            | 205 kg           | Vadim Varkatchuk         | 205 kg           | Olexander Blyschtschyk | 202,5 kg         |
| Klasse bis 91 kg   |                          |                  |                          |                  |                        |                  |
| Zweikampf          | Alexei Petrow            | 412,5 kg         | Kachi Kachiaschwili      | 400 kg           | Iwan Tschakarow        | 395 kg           |
| Reißen             | Alexei Petrow            | 185 kg           | Kachi Kachiaschwili      | 180 kg           | Iwan Tschakarow        | 180 kg           |
| Stoßen             | Alexei Petrow            | 227,5 kg         | Kachi Kachiaschwili      | 220 kg           | Iwan Tschakarow        | 215 kg           |
| Klasse bis 99 kg   |                          |                  |                          |                  |                        |                  |
| Zweikampf          | Sergei Syrzow            | 415 kg           | Oleg Christo             | 387,5 kg         | Mukhran Gogia          | 387,5 kg         |
| Reißen             | Sergei Syrzow            | 190 kg           | Mukhran Gogia            | 177,5 kg         | Oleg Christo           | 170 kg           |
| Stoßen             | Sergei Syrzow            | 225 kg           | Oleg Christo             | 217,5 kg         | Mukhran Gogia          | 210 kg           |
| Klasse bis 108 kg  |                          |                  |                          |                  |                        |                  |
| Zweikampf          | Tymur Tajmasow           | 430 kg           | Vadim Stasenko           | 412,5 kg         | Ihor Rasorjonow        | 402,5 kg         |
| Reißen             | Tymur Tajmasow           | 190 kg           | Vadim Stasenko           | 182,5 kg         | Ihor Rasorjonow        | 182,5 kg         |
| Stoßen             | Tymur Tajmasow           | 235 kg           | Vadim Stasenko           | 230 kg           | Ihor Rasorjonow        | 220 kg           |
| Klasse über 108 kg |                          |                  |                          |                  |                        |                  |
| Zweikampf          | Andrei Tschemerkin       | 450 kg           | Serhiy Nahirnyi          | 422,5 kg         | Artur Skripkin         | 410 kg           |
| Reißen             | Andrei Tschemerkin       | 200 kg           | Artur Skripkin           | 195 kg           | Serhiy Nahirnyi        | 192,5 kg         |
| Stoßen             | Andrei Tschemerkin       | 250 kg           | Serhiy Nahirnyi          | 230 kg           | Artur Skripkin         | 215 kg           |

### Frauen
| Klasse     | Gold                | Silber                 | Bronze              |
| ---------- | ------------------- | ---------------------- | ------------------- |
| bis 46 kg  | Donka Mintschewa    | Ljubow Averianowa      | Csilla Földi        |
| bis 50 kg  | Isabela Rifatowa    | Anna Strumbu           | Siika Stoeva        |
| bis 54 kg  | Neli Jankowa        | Zhaneta Gueorguieva    | Konstantina Misirli |
| bis 59 kg  | Gergana Kirilowa    | Bénédicte Comblez      | Diana Greenidge     |
| bis 64 kg  | Daniela Kerkelowa   | Erzsébet Márkus        | Alexia Papayeoryiou |
| bis 70 kg  | Milena Trendafilowa | Theodula Spanú         | Ilona Dankó         |
| bis 76 kg  | Mária Takács        | Derya Açıkgöz          | Irina Kassimowa     |
| bis 83 kg  | Karoliina Lundahl   | Panagiota Antonopoulou | Venera Mannanowa    |
| über 83 kg | Ljubow Grygurko     | Myrtle Augee           | Erika Takács        |

## Medaillenspiegel

### Alle Medaillen
Endstand nach 30 Entscheidungen – sortiert nach Goldmedaillen
| Rang  | Land         | Gold | Silber | Bronze | Gesamt |
| ----- | ------------ | ---- | ------ | ------ | ------ |
| 1     | Russland     | 9    | 4      | 2      | 15     |
| 2     | Ukraine      | 8    | 8      | 7      | 23     |
| 3     | Bulgarien    | 6    | 6      | 6      | 18     |
| 4     | Türkei       | 6    | 2      | 3      | 11     |
| 5     | Armenien     | 1    | 1      | 1      | 3      |
| 6     | Georgien     | 0    | 4      | 2      | 6      |
| 7     | Griechenland | 0    | 3      | 6      | 9      |
| 8     | Belarus      | 0    | 2      | 1      | 3      |
| 9     | Rumänien     | 0    | 1      | 2      | 3      |
| 10    | Belarus      | 0    | 1      | 0      | 1      |
| Total | Total        | 30   | 30     | 30     | 90     |

### Zweikampf-Medaillen
Endstand nach 10 Entscheidungen – sortiert nach Gesamtanzahl
| Rang  | Land         | Gold | Silber | Bronze | Gesamt |
| ----- | ------------ | ---- | ------ | ------ | ------ |
| 1     | Ukraine      | 3    | 2      | 2      | 7      |
| 2     | Bulgarien    | 2    | 2      | 2      | 6      |
| 3     | Russland     | 3    | 1      | 1      | 5      |
| 4     | Türkei       | 2    | 1      | 1      | 4      |
| 5     | Griechenland | 0    | 1      | 1      | 2      |
|       | Georgien     | 0    | 1      | 1      | 2      |
| 7     | Armenien     | 0    | 1      | 0      | 1      |
|       | Belarus      | 0    | 1      | 0      | 1      |
| 9     | Moldau       | 0    | 0      | 1      | 1      |
| Total | Total        | 10   | 10     | 10     | 30     |